# Atril

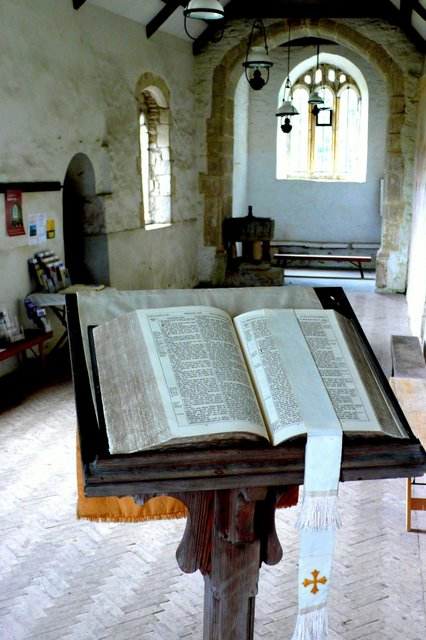
Atril en una iglesia

El atril es un soporte para sostener libros o textos. Existen de diferentes materiales, como madera, metacrilato, metal, incluso acolchados para leer en la cama. También existen destinados a distintos usos como sostener partituras, libros de texto y recetarios. Cuando es de grandes dimensiones y tiene cuatro caras que giran sobre un pie elevado, se lo denomina «facistol».

## Historia
En las iglesias cristianas viene usándose desde las primeras basílicas pero no se conservan apenas ejemplares anteriores al siglo XV. Los antiguos atriles presentan a menudo la forma de unas parrillas descansando sobre el dorso de un águila de metal u otra figura equivalente. El uso de los atriles sobre el altar empezó a finales del siglo XIV, pues antes de esta fecha se sostenía el misal sobre una almohadilla más o menos adornada, y hasta el siglo IX ejercían este oficio las manos de los acólitos tanto para el misal como para los dípticos y otros objetos.

## Uso
Existen atriles fabricados en los más diversos materiales y modelos, siendo así realizados en materiales nobles como la madera o metal, metacrilato, piedra, etc. Hay atriles regulables en altura e inclinación para poder leer mejor los textos colocados en él. Además de su uso habitual en liturgias, se emplean en todo tipo de eventos, tanto políticos, deportivos, musicales, conferencias y en todo lugar que requiera una presentación o charla, bien por parte de un orador o locutor.